# 廣田薫
廣田 薫（ひろた かおる、中国語: 广田薫、1950年 - ）は、日本の人工知能学者。計算知能専攻。中華人民共和国国務院千人計画による北京理工大学海外千人特別招聘教授として2015年以降は中華人民共和国で活動している。東京工業大学名誉教授。中国政府友誼賞受賞。

## 人物・経歴
新潟県出身。1970年長岡工業高等専門学校卒業後、東京工業大学工学部電子工学科に進み。1974年に卒業。引き続き同大学の大学院（理工学研究科電気工学専攻）に入り、1976年に修士課程、1979年に博士課程をそれぞれ修了した。
相模工業大学で専任講師を務めた後、法政大学工学部に移り、専任講師、助教授（1981年）を経て、1992年に教授に昇進する。1995年より東京工業大学大学院総合理工学研究科知能システム科学専攻教授となる。
学外では、国際ファジィシステム学会副会長（1991年）や、日本ファジィ学会会長（2001年）、日本知能情報ファジィ学会会長（2003年）といった役職を歴任した。また、デ・ラ・サル大学名誉教授（2005年）やブラカン州立大学名誉博士（2006年）といった日本国外の大学からの名誉称号を授与されている。
2015年に東京工業大学を定年退職後は、東京工業大学名誉教授の称号を受けるとともに、千人計画で北京理工大学海外千人特別招聘教授に就任し、日本学術振興会北京連絡センターセンター長も兼務した。中国の発展に対して顕著な功績があったとして、2019年度中国政府友誼賞を受賞。

## 著書
- 『画像パターン認識』マグロウヒルブック 1984年
- 『あいまい制御知能ロボット』マグロウヒルブック 1985年
- 『情報処理概論』（廣田元子と共著）サイエンスハウス 1986年
- 『コンピュートロール』コロナ社 1989年
- 『ファジィ・ニューロコンピューティング』（合原一幸と共著）トリケップス 1990年
- 『ファジィ実用化応用技術実例集』ミマツデータシステム 1990年
- 『ファジィシステム』（編著）計測自動制御学会 1990年
- 『ファジィ活用事例集』（編著）工業調査会 1991年
- 『ファジィ技術の実用化応用』（編著）シュプリンガー・フェアラーク東京 1992年
- 『だからファジィが面白い』裳華房 1993年
- 『ファジィエキスパートシステム入門』オーム社 1993年
- 『知能工学概論』（編著）昭晃堂 1996年
- 『確率過程の数理』（生駒哲一と共著）朝倉書店 2001年